# Antipinita
L'antipinita és un mineral de la classe de les substàncies orgàniques.

## Característiques
L'antipinita és un mineral orgànic de fórmula química KNa₃Cu₂(C₂O₄)₄. Cristal·litza en el sistema triclínic, formant cristalls prismàtics curts imperfectes de color blau. També se'n troba formant agregats. La seva duresa a l'escala de Mohs és 2. Només se n'ha trobat en dipòsits de guano a la muntanya Pabellón de Pica, a Iquique (Tarapacá, Xile), la seva localitat tipus. Se'n troba associada a halita, salamoniac, chanabayaïta, joanneumita i argiles.